# The Cainian Chronicle
The Cainian Chronicle är det norska black metal-bandet Ancients andra studioalbum, utgivet 1996 av skivbolaget Metal Blade Records.

## Låtlista
1. "Ponderous Moonlighting" (instrumental) – 2:23
2. "The Cainian Chronicle, Part I: The Curse" – 4:48
3. "The Cainian Chronicle, Part II: Lilith's Embrace" – 6:15
4. "The Cainian Chronicle, Part III & IV: Discipline of Caine / Zillah and the Crone" – 5:53
5. "At the Infernal Portal (Canto III)" – 7:06
6. "Cry of Mariamne" (instrumental) – 3:03
7. "Prophecy of Gehenna" – 4:04
8. "Song of Kaiaphas" – 8:47
9. "Exu" (instrumental) – 2:52
10. "The Pagan Cycle" – 7:30
11. "Homage to Pan" – 13:25

- Text: Kaiaphas (utan spår 5 som är från Dantes epos Den gudomliga komedin)
- Musik: Aphazel (spår 1–4, 6–8, 10, 11), Aphazel/Alex Kurtagic (spår 5), Kaiaphas (spår 9)

## Medverkande
Musiker (Ancient-medlemmar)
- Aphazel (Magnus Garvik) – gitarr, basgitarr, keyboard
- Kjetil – trummor
- Lord Kaiaphas (Valério Costa) – sång, trummor
- Kimberly Goss – sång, keyboard

Produktion
- Dan Swanö – producent, ljudtekniker, ljudmix
- Ancient – producent
- Peter In de Betou – mastering
- Alex Kurtagić – omslagskonst
- Nicholas E.W. Syracuse – foto
- Lisa T. Johnsen – foto
- Vivian Holås – foto